# Mud Slide Slim and the Blue Horizon
| Recensione                        | Giudizio    |
| --------------------------------- | ----------- |
| AllMusic                          | [ 2 ]       |
| Robert Christgau                  | C+          |
| The New Rolling Stone Album Guide | [ 4 ]       |
| Sputnikmusic                      | 3.5 (Great) |
| Dizionario del Pop-Rock           | [ 6 ]       |
| 24.000 dischi                     | [ 7 ]       |

Mud Slide Slim and the Blue Horizon è il quarto album di James Taylor, pubblicato dalla Warner Bros. Records nel marzo del 1971.

## Tracce
Brani composti da James Taylor, eccetto dove indicato.
Lato A
1. Love Has Brought Me Around – 2:41
2. You've Got a Friend – 2:49 (Carole King)
3. Places in My Past – 2:01
4. Riding on a Railroad – 2:41
5. Soldiers – 1:13
6. Mud Slide Slim – 5:20

Lato B
1. Hey Mister, That's Me Up on the Jukebox – 3:46
2. You Can Close Your Eyes – 2:31
3. Machine Gun Kelly – 2:37 (Danny Kortchmar)
4. Long Ago and Far Away – 2:31
5. Let Me Ride – 2:42
6. Highway Song – 3:51
7. Isn't It Nice to Be Home Again – 0:55

## Formazione
- James Taylor - voce, cori, chitarra acustica, pianoforte
- Danny Kortchmar - chitarra elettrica, congas, chitarra acustica
- Carole King - pianoforte
- Leland Sklar - basso
- Russ Kunkel - batteria, cowbell, piatti, cabasa, tamburello, congas
- Peter Asher - tamburello basco
- Kevin Kelly - pianoforte, fisarmonica
- John Hartford - banjo
- Richard Greene - violino
- Wayne Jackson - tromba
- Andrew Love - sassofono tenore
- Joni Mitchell, Kate Taylor - cori

Note aggiuntive
- Peter Asher - produttore (per la Marylebone Productions)
- Registrazioni (e mixaggi) effettuati al Crystal Recording Studios di Hollywood (California) tra il 3 gennaio e il 28 febbraio 1971
- Richard Sanford Orshoff - ingegnere delle registrazioni
- Ethan Russell - fotografia copertina album
- Laurie Miller - liner art
- Ed Thrasher - grafica[9]